# SMS S 20
S 20 – niemiecki niszczyciel z okresu I wojny światowej, ósma jednostka typu S 13. Zatopiony ogniem artyleryjskim brytyjskiego krążownika HMS „Centaur” u wybrzeży Flandrii 5 czerwca 1917 roku .
Poległ na nim dowódca Erich Giese, na cześć którego nazwano później niszczyciel „Erich Giese”.